# Glabbeek
Glabbeek là một đô thị ở tỉnh Vlaams-Brabant. Đô thị này bao gồm các thị xã Attenrode, Bunsbeek, Glabbeek, Kapellen, Wever và Zuurbemde. Tại thời điểm ngày 1 tháng 1 năm 2006,, Glabbeek có tổng dân số 5.189 người. Tổng diện tích là 26,78 km² với mật độ dân số là 194 người trên mỗi km².